# Taha Muhi ad-Din Maʿruf
Taha Muhi ad-Din Maaruf (arabisch طه محي الدين معروف Taha Muhī ad-Dīn Maarūf, DMG Ṭāhā Muḥī ad-Dīn Maʿrūf; alternativ auch Taha Muyiddin Marouf geschrieben'; * ca. 1929 in Sulaimaniyya, Irak; † 8. August 2009 in Amman, Jordanien) war ein irakischer Politiker und Diplomat, sowie von 1974 bis April 2003 der erste kurdische Vizepräsident des Irak.

## Leben

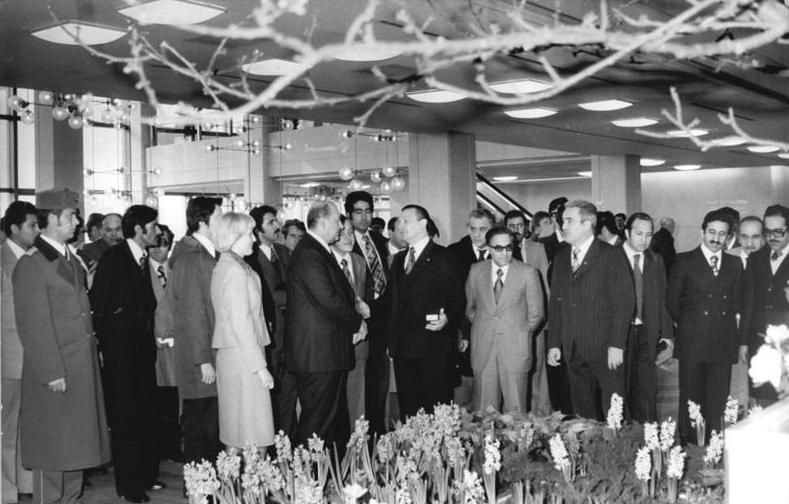
Maʿruf während eines Staatsbesuchs in Ost-Berlin 1978

Maʿruf studierte (wie auch später Dschalal Talabani) Rechtswissenschaft in Bagdad und wurde 1948 Rechtsanwalt; seit 1951 arbeitete er im diplomatischen Dienst des damaligen Königreiches.
Zuvor aber war er 1945/46 bereits in der Kurdischen Freiheitspartei (Rizgari) aktiv gewesen und 1946 sogar Gründungsmitglied der irakischen Kurdischen Demokratischen Partei (KDP) unter Mullah Mustafa Barzani geworden. Als es 1964 zur Spaltung der KDP kam, schloss sich Maʿruf dem Barzani-kritischen Flügel Talabanis an, der mit Bagdad gegen Barzani zusammenarbeitete, 1971 bis 1974 aber wieder zu Barzani zurückkehrte.
Als Repräsentant der Talabani-Fraktion wurde Maʿruf 1968 Staatsminister in Bagdad. Dagegen protestierten die beiden Barzani-Vertreter in der irakischen Regierung Ahmad Hasan al-Bakrs und traten zurück. Bagdad, das zumindest damals die Aussöhnung auch mit Barzani suchte, schickte Maʿruf deshalb 1970 zunächst als Botschafter nach Frankreich, dann nach Italien (einschließlich Malta und Albanien), stattdessen rückten fünf Kurden ins irakische Kabinett nach. Als 1974 die Aussöhnung zwischen Bagdad und Barzani endgültig scheiterte, stellte die Neo-KDP (eine weitere Abspaltung unter Barzanis ältestem Sohn Ubaidullah) drei der kurdischen Minister sowie je einen die Bewegung Progressiver Kurden und die Kurdische Revolutionäre Partei. Die alte KDP jedoch wurde 1975 von Idris bzw. Masud Barzani übernommen, während Talabani mit der Patriotischen Union Kurdistans (PUK) seine eigene Partei gründete, die noch 1984 mit Bagdad gegen Barzani kämpfte.
Statt Barzani und Talabani wurde im April 1974 schließlich Maʿruf erster kurdischer Vizepräsident des Irak und somit neben Saddam Hussein (bis 1979) bzw. Michel Aflaq (bis 1989) einer der zwei Vizepräsidenten, von 1989 bis 1991 sogar einziger Vizepräsident der Republik, von 1991 bis 2003 neben Taha Yasin Ramadan al-Dschazrawi. Inzwischen Mitglied der Arabischen Sozialistischen Baath-Partei, war Maʿruf 1976/77 bzw. von 1982 bis 2003 Mitglied des Revolutionären Kommandorates (RKR), der obersten Führung des Iraks, und wurde als solcher 2003 Kriegsgefangener der US-Besatzungstruppen.

## Anmerkung
1. ↑  Maʿruf war zuminmdest als erster auch de jure Vizepräsident. Bereits 1959–1961 war der Kurde Khalid an-Naqschbandi als stellvertretender Vorsitzender des dreiköpfigen Souveränitätsrats (Staatsrat) de facto stellvertretender Staatschef. Ihm folgte 1961–63 der Kurde Rashad Arif.